# Amatori Lodi
 (novembre 2016).
Si vous disposez d'ouvrages ou d'articles de référence ou si vous connaissez des sites web de qualité traitant du thème abordé ici, merci de compléter l'article en donnant les références utiles à sa vérifiabilité et en les liant à la section « Notes et références ».
Maillots
Dernière mise à jour : 17 juin 2021.
L'Amatori Lodi est un club de rink hockey de Lodi, en Lombardie, dans le nord de l'Italie.

## Palmarès
- Titres Internationaux:
  - 1 Coupe d'Europe des vainqueurs de coupe: 1993-1994
  - 1 Coupe CERS: 1986-1987
- Titres Nationaux:
  - 4 Championnat d'Italie: 1980-1981, 2016-2017, 2017-2018, 2020-2021
  - 4 Coupes d'Italie: 1978, 2011-2012, 2015-2016, 2020-2021
  - 2 Supercoupes d'Italie: 2016, 2018
  - 1 Coupe de la Ligue: 2009-2010